# English Premier Ice Hockey League 2006/07
Die Saison 2006/07 war die 9. Austragung der English Premier Ice Hockey League.

## Modus und Teilnehmer
An der zweithöchsten britischen Liga nahmen ausschließlich englische Mannschaften teil. Es wurden zwei Runden mit Hin- und Rückspiel gespielt. Für einen Sieg – auch nach Verlängerung oder Penaltyschießen – wurden zwei Punkte vergeben, für eine Niederlage nach Verlängerung oder Penaltyschießen gab es einen Punkt.
| Platz | Mannschaft              | Spiele | S  | SO/P | NO/P | N  | Tore    | Punkte |
| ----- | ----------------------- | ------ | -- | ---- | ---- | -- | ------- | ------ |
| 1     | Bracknell Bees          | 44     | 33 | 2    | 2    | 7  | 219:114 | 70     |
| 2     | Sheffield Scimitars     | 44     | 32 | 2    | 0    | 10 | 195:105 | 66     |
| 3     | Slough Jets             | 44     | 29 | 2    | 2    | 11 | 203:140 | 62     |
| 4     | Guildford Flames        | 44     | 29 | 3    | 1    | 11 | 198:124 | 62     |
| 5     | Milton Keynes Lightning | 44     | 28 | 2    | 0    | 14 | 187:132 | 58     |
| 6     | Peterborough Phantoms   | 44     | 25 | 1    | 5    | 13 | 228:167 | 56     |
| 7     | Swindon Wildcats        | 44     | 22 | 0    | 0    | 22 | 192:178 | 44     |
| 8     | Chelmsford Chieftains   | 44     | 20 | 3    | 0    | 21 | 194:184 | 43     |
| 9     | Romford Raiders         | 44     | 14 | 4    | 1    | 25 | 175:234 | 33     |
| 10    | Solihull Barons         | 44     | 9  | 3    | 1    | 31 | 141:235 | 22     |
| 11    | Telford Raiders         | 44     | 9  | 0    | 1    | 34 | 136:229 | 19     |
| 12    | Wightlink Raiders       | 44     | 3  | 0    | 1    | 40 | 102:328 | 7      |

Legende: S–Siege, SO/P–Siege nach Overtime oder Penalty, NO/P–Niederlage nach Overtime oder Penalty, N–Niederlage

## Play-offs
Die Spiele der ersten Play-off-Runde wurden in zwei Gruppen à vier Mannschaften durchgeführt. Die jeweils beiden Ersten qualifizierten sich für das Final-Four-Turnier
| Gruppe A                | Gruppe A | Gruppe A | Gruppe A | Gruppe A | Gruppe A | Gruppe A | Gruppe A |
|                         | Spiele   | S        | SO/P     | NO/P     | N        | Tore     | Punkte   |
| ----------------------- | -------- | -------- | -------- | -------- | -------- | -------- | -------- |
| Guildford Flames        | 6        | 4        | 0        | 0        | 2        | 22:17    | 8 1      |
| Bracknell Bees          | 6        | 4        | 0        | 0        | 2        | 32:19    | 8 1      |
| Milton Keynes Lightning | 6        | 3        | 0        | 0        | 3        | 17:18    | 6        |
| Chelmsford Chieftains   | 6        | 1        | 0        | 0        | 5        | 15:32    | 2        |

| Gruppe B              | Gruppe B | Gruppe B | Gruppe B | Gruppe B | Gruppe B | Gruppe B | Gruppe B |
|                       | Spiele   | S        | SO/P     | NO/P     | N        | Tore     | Punkte   |
| --------------------- | -------- | -------- | -------- | -------- | -------- | -------- | -------- |
| Peterborough Phantoms | 6        | 5        | 0        | 0        | 1        | 28:21    | 10       |
| Sheffield Scimitars   | 6        | 3        | 0        | 2        | 1        | 17:18    | 8 1      |
| Slough Jets           | 6        | 4        | 0        | 0        | 2        | 27:17    | 8 1      |
| Swindon Wildcats      | 6        | 0        | 0        | 0        | 6        | 17:33    | 5        |

### Final Four
Die entscheidenden Spiele der Saison wurden in einem Finalturnier am 14. und 15. April 2007 in Coventry ausgetragen.
Halbfinale
| 14. April 2007 | Guildford Flames | 5:4 n. V. (2:2, 2:1, 1:0, 1:0) 2 | Sheffield Scimitars | Coventry |

| 14. April 2007 | Peterborough Phantoms | 1:2 n. P. (0:1, 0:0, 1:0, 0:0, 1:2) | Bracknell Bees | Coventry |

Finale
| 15. April 2007 | Bracknell Bees | 3:2 (2:2, 1:0, 0:0) | Guildford Flames | Coventry |

## Auszeichnungen
Journalisten wählten Lukas Smital (Bracknell Bees) zum besten Spieler, Neil Abel (Sheffield Scimitars) zum besten Trainer.
In die Auswahl der Ersten Mannschaft kamen:
Tor: Pasi Raitanen (Sheffield)
Verteidigung: Ron Shudra (Sheffiel) – Paul Dixon (Guildford)
Sturm: Taras Foremsky (Peterborough) – Joel Petkoff (Swindon) – Lukas Smital (Bracknell)
In die Zweite Mannschaft wurden gewählt:
Tor: Nathan Craze (Bracknell)
Verteidigung: Marian Smerciak (Guildford) – Jan Melichar (Bracknell)
Sturm: Matt Beveridge (Bracknell) – Shaun Thompson (Bracknell) – Gary Clarke (Milton Keynes)